# Polski Kontyngent Wojskowy na Haiti
Polski Kontyngent Wojskowy w Wielonarodowych Siłach w Republice Haiti (PKW Haiti) – wydzielony kontyngent wojsk podległych MSW i MON, przeznaczony do militarnego wsparcia procesów przemian demokratycznych na Haiti po inwazji sił Narodów Zjednoczonych w 1994 roku.

## Historia
W 1991 prezydent Haiti Jean-Bertrand Aristide został obalony przez wojsko i władzę objęła junta wojskowa. Rada Bezpieczeństwa ONZ nałożyła na Haiti embargo ekonomiczne. W jego wyniku to jedno z najbiedniejszych państw Ameryki pogrążyło się w nędzy i chaosie, które próbowała zwalczyć utworzona w 1993 Misja ONZ na Haiti (UNMIH). Nie wypełniła jednak powierzonych jej zadań i RB ONZ wydała rezolucję nr 940 wzywającą do utworzenia Sił Wielonarodowych (Multinational Forces – MNF), nad którymi dowodzenie objęły Stany Zjednoczone. 19 września 1994 roku 21 000 żołnierzy MNF wylądowało na Haiti, zmuszając juntę do ucieczki. Ich następne zadanie polegało na przywróceniu stabilizacji w kraju.
14 września 1994 prezydent USA Bill Clinton zaproponował prezydentowi Polski Lechowi Wałęsie wysłanie na Haiti grupy polskich komandosów, którzy mieliby uczestniczyć w odbudowie kraju. 3 października Rada Ministrów podjęła decyzję o utworzeniu polskiego kontyngentu, składającego się m.in. z 51 komandosów GROM-u, którzy na czas misji przeszli spod kontroli MSW pod MON, dowodzonym (ze względu na skomplikowaną sytuację międzyresortową formalnie etat brzmiał dyrektor – był to jedyny taki przypadek w historii wszystkich PKW) przez płk. Kazimierza Giłeja (lecz kierownictwo jednostką specjalną utrzymał płk Sławomir Petelicki).

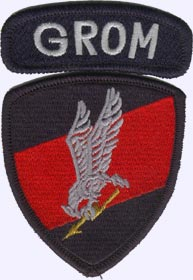
Naszywka GROM-u

17 października 1994 pierwszy raz publicznie ujawnieni komandosi uroczyście odlecieli z lotniska Okęcie (obalając tym samym plotki głoszące, że kontyngent składa się z żandarmów MSW lub innych żołnierzy NJW). Wykonywanie zadań rozpoczęto 15 listopada, po dwutygodniowym szkoleniu na Portoryko pod okiem amerykańskich instruktorów – była to pierwsza zagraniczna operacja Grupy Reagowania Operacyjno-Manewrowego, przy tym przeprowadzona w trudnych warunkach klimatycznych i społecznych.
Podstawowe zadanie GROM-u polegało na ochronie ważnych osobistości wizytujących Haiti. Wśród nich byli: Sekretarz Generalny ONZ Boutros Boutros-Ghali, przedstawiciele amerykańskiej administracji i sił zbrojnych (doradca prezydenta USA ds. bezpieczeństwa narodowego Anthony Lake, sekretarz obrony William Perry, dowódcy United States Army, sił USA w Stanach Zjednoczonych i sił USA na Atlantyku, członkowie senackiej komisji obrony), delegaci sił zbrojnych państw karaibskich oraz specjalny wysłannik ONZ ds. Haiti Al-Achdar al-Ibrahimi (za którego głowę lokalne bojówki zaoferowały $150.000) . Mimo tak dużej presji Polacy bardzo dobrze wykonywali powierzone im zadania, wzbudzając podziw i respekt Amerykanów, co miało wpływ na polskie starania dołączenia do NATO.
Ponadto komandosi pomagali też Haitańczykom – pomagali poszkodowanym udzielając pomocy medycznej, wspierali miejscowe placówki humanitarne, a także uniemożliwili dokonywania samosądów oraz uwolnili chłopca z rąk porywaczy, co wraz z patrolowaniem terenu bez hełmów i kamizelek kuloodpornych zapewniło szacunek u Haitańczyków .
13 grudnia GROM opuścił swój ufortyfikowany obóz w hotelu w Mariani na zachód od stolicy i odleciał do Polski – jedynie czterech oficerów (w tym dyrektor PKW płk. Giłej) pozostało do stycznia 1995. Planowana II zmiana kontyngentu, składająca się z oddziałów wystawionych przez Żandarmerię Wojskową ostatecznie pozostała w kraju, gdyż sytuacja na Haiti była już dostatecznie ustabilizowana.